# Valgioie
Valgioie – miejscowość i gmina we Włoszech, w regionie Piemont, w prowincji Turyn.
Według danych na rok 2004 gminę zamieszkiwało 709 osób, 78,8 os./km².